# Kaspersky Total Security
Kaspersky Total Security (до 2014 года - Kaspersky Crystal) — программа для комплексной защиты персонального компьютера почти от всех вирусов и других типов вредоносных программ, включающая в себя также: средства родительского контроля, инструменты для защиты платежей в интернете, автоматическое резервное копирование ценных данных в облако, менеджер паролей для создания и безопасного хранения паролей, шифрование данных, удалённое управление защитой смартфона и/или планшета.

## Разработка программы
На стадии разработки продукт назывался Kaspersky Total Security, впоследствии был переименован в Kaspersky Pure для англоязычного пользователя и Crystal — для русскоязычного.
Началось открытое бета-тестирование продукта осенью 2009 года. Программа создана на основе Kaspersky Internet Security 2010. Основными критериями тестирования было следующее: работа модуля архивирования, работа модуля родительского контроля, дополнительных мастеров безопасного удаления данных и шифрования данных, тестирование сетевого взаимодействия продуктов внутри локальной сети.
Начальная сборка 9.0.0.119 вышла 30 октября 2009 года.

### Второй релиз
Продукт Kaspersky PURE/Crystal R2 разработан также на основе Kaspersky Internet Security 2010. Улучшена работа отдельных компонентов продукта, увеличена производительность. Гаджета Боковая панель Windows, как у линейки продуктов 2011, нет. Открытое бета-тестирование продукта проходило с 1 сентября по 5 октября 2010 года.
Последняя стабильная версия — 9.1.0.124.

### Третий релиз
Последняя стабильная версия — 9.1.0.140.

### Четвёртый релиз
Продукт разработан на основе 12-й версии Антивируса Касперского. Обновилось антивирусное ядро, улучшена и стабилизирована работа компонентов продукта, увеличена производительность. Интерфейс схож с Kaspersky Internet Security. Гаджета Боковая панель Windows нет.
Данную версию у техподдержки Лаборатории Касперского могли получить только те, у кого уже имелась лицензия на Kaspersky Crystal.
Релиз коммерческой версии состоялся 16 апреля 2012 года. Последняя стабильная версия — 12.0.1.288.

### Пятый релиз
- Версия продукта 13.0.2.558 получила совместимость с операционной системой Microsoft Windows 8, технический релиз был выпущен в декабре 2012 года[1], коммерческий релиз состоялся 2 апреля 2013 года[3].
- Коммерческое название — Kaspersky Crystal 3.0.

С 31 декабря 2016 года выпуск патчей и обновлений баз, а также техническая поддержка Kaspersky Crystal 3.0 завершена.

## Состав продукта
В состав Kaspersky Total Security были добавлены следующие функции:
- Модули резервного копирования;
- Шифрование данных (продукт Kaspersky KryptoStorage);
- Безвозвратное удаление данных;
- Средства очистки компьютера;
- Контроль изменений (сообщает о готовящихся изменениях параметров браузера, в том числе вызванных установкой рекламных программ, панелей инструментов);
- Защита от сбора данных (запрещает сайтам отслеживать сценарии пользования интернетом и собирать личные данные);
- Защита от несанкционированного подключения к веб-камере;
- Защита от программ-шифровальщиков;
- Проверка безопасности публичных сетей Wi-Fi;
- Менеджер паролей (продукт «Kaspersky Password Manager»);
- Kaspersky Security Network (защита из облака);
- Виртуальная клавиатура;
- Безопасные платежи;
- Защита от эксплойтов;
- Защита ввода данных с аппаратной клавиатуры.

Также добавили возможность хранить резервные копии в «облаке», используя сервис Dropbox.

### Стили оформления
Стиль интерфейса Kaspersky Crystal можно изменить и расширить различными скинами.

### Модули
- Контроль безопасности — комплексная защита компьютера от различного рода угроз.
- Резервное копирование — создание и хранение резервных копий файлов, обеспечивающих восстановление важных данных в случае утраты.
- Родительский контроль — ограничение доступа пользователей к веб-ресурсам и программам на компьютере, а также переписки через интернет-пейджеры.
- Виртуальная клавиатура — предотвращение перехвата данных, введенных с помощью клавиатуры.
- Шифрование данных — предотвращение несанкционированного доступа к конфиденциальной информации.
- Менеджер паролей — защита персональных данных, таких как: пароли, имена пользователей, номера интернет-пейджеров, контактные данные и так далее.
- Мастер удаления данных — удаление физических данных с жёсткого диска посредством различных алгоритмов без возможности их восстановления.
- Обновление программ.
- Удаление программ.
- Kaspersky Secure Connection - обеспечивает защиту вашей онлайн-коммуникации по зашифрованному VPN каналу и обеспечивает анонимность в интернете.

## Статус поддержки программы
| Статус                           | Версия               | Описание статуса поддержки | Описание статуса поддержки                                     | Описание статуса поддержки              |
| Статус                           | Версия               | Выпуск обновлений баз      | Оказание технической поддержки (по телефону / через веб-форму) | Выпуск пакетов обновлений для программы |
| -------------------------------- | -------------------- | -------------------------- | -------------------------------------------------------------- | --------------------------------------- |
| Поддерживается                   | 2020, 2021           | Да                         | Да                                                             | Да                                      |
| Поддерживается без сопровождения | 2018, 2019           | Да                         | Да                                                             | Нет                                     |
| Поддержка версии прекращена      | 3.0, 4.0, 2016, 2017 | Да                         | Нет                                                            | Нет                                     |
| Жизненный цикл версии окончен    | 9.0, 9.1, 12         | Нет                        | Нет                                                            | Нет                                     |

Скачать последнюю полную версию Kaspersky Total Security 2021 21.3.10.391 Russian можно по ссылке

## Награды
- Gold Parental Control Award (июль 2010) сайта Anti-Malware.ru.[4]